# Bat Ayín
Bat Ayín (en hebreo: בת עין) es un asentamiento israelí ubicado en Cisjordania. El asentamiento fue fundado en el año 1989 y pertenece al bloque de asentamientos de Gush Etzion. En de 2021, el asentamiento contaba con 1.672 habitantes.
Las organizaciones internacionales y la comunidad internacional dicen que Bat Ayín, al igual que todos los asentamientos israelíes ubicados en los territorios ocupados en 1967, son ilegales según el derecho internacional y la Cuarta Convención de Ginebra. el Estado de Israel no aplica las Convenios de Ginebra en los territorios palestinos ocupados.
Los habitantes del asentamiento de Bat Ayín son judíos ortodoxos. Pertenecen a una facción del sionismo religioso que combina las enseñanzas jasídicas de los rabinos de Jabad-Lubavich, el Rabino Najmán de Breslev, el Rabino Zvi Yehuda Kook, y Shlomo Carlebach.
En 2002, una organización terrorista judía respaldada por los colonos, partidarios del Rabino Meir Kahane, intentó llevar a cabo un atentado con bomba contra una escuela para niñas palestinas situada en Jerusalén.
El 13 de julio de 2009, colonos israelíes de Bat Ayín, incendiaron una plantación palestina para destruir almendros y olivos.
El mes anterior, los colonos judíos habían destruido unos 200 árboles que pertenecían a los agricultores palestinos de la zona, y el Ejército israelí había detenido a 15 activistas israelíes de izquierda que querían apoyar a los agricultores palestinos.